# Главан, Андрей
Андрей Главан (словен. Andrej Glavan, 14.10.1943 г., Югославия) — католический прелат, первый епископ Ново-Место с 7 апреля 2006 года.

## Биография
14 октября 1972 года Андрей Главан был рукоположён в священника.
13 мая 2000 года Римский папа Иоанн Павел II назначил Андрея Главана вспомогательным епископом архиепархии Любляны и титулярным епископом Мусти Нумидийской. 12 июня 2000 года состоялось рукоположение Андрея Главана в епископа, которое совершил архиепископ Любляны Франц Роде в сослужении с епископом Копера Методом Пирихом и епископом Марибора Францем Крамберегером.
7 апреля 2006 года Андрей Главан был назначен епископом новообразованной епархии Ново-Место.
31 июля 2013 года был назначен апостольским администратором архиепархии Любляны и председателем Конференции католических епископов Словении.